# Міко Альборнос
Міко Альборнос (швед. Miiko Albornoz; нар. 30 листопада 1990, Стокгольм) — шведський і чилійський футболіст, захисник клубу «Ганновер» та національної збірної Чилі.

## Клубна кар'єра
Народився 30 листопада 1990 року в Стокгольмі в родині чилійця та фінки. Вихованець футбольної школи клубу «Броммапойкарна». Дорослу футбольну кар'єру розпочав 2008 року в основній команді того ж клубу, в якій провів три сезони, взявши участь у 79 матчах чемпіонату. Більшість часу, проведеного у складі «Броммапойкарни», був основним гравцем захисту команди.
До складу «Мальме» перейшов 2011 року.

## Виступи за збірні
2006 року дебютував у складі юнацької збірної Швеції, взяв участь у 27 іграх на юнацькому рівні.
Протягом 2009—2012 років залучався до складу молодіжної збірної Швеції. На молодіжному рівні зіграв в 11 офіційних матчах.
Наприкінці 2013 року прийняв запрошення від головного тренера національної збірної Чилі Хорхе Сампаолі захищати на рівні національних збірних команду батьківщини свого батька. 22 січня 2014 року дебютував у складі збірної Чилі товариським матчем проти збірної Коста-Рики, в якому відкрив рахунок, забивши свій перший гол за чилійців.

## Титули і досягнення
- Чемпіон Швеції (1):

«Мальме»: 2013
- Володар Суперкубка Швеції (1):

«Мальме»: 2013
- Переможець Кубка Америки (1):

Збірна Чилі: 2015